# Municipio de Hopelchén
El Municipio de Hopelchén es uno de los 13 municipios del estado mexicano de Campeche, situada en la zona oriente del estado y es fronterizo con los Estados de Yucatán y Quintana Roo. Su cabecera municipal es la ciudad de Hopelchén.

## Geografía
Hopelchén se encuentra ubicado en el este del territorio del estado de Campeche, sus límites son al noroeste  con los municipios de Hecelchakán , Tenabo y Dzitbalché al oeste con el de Campeche al sur con los de Champotón y Calakmul al este con el Estado de Quintana Roo particularmente con el municipio de José María Morelos y al noreste y norte con el Estado de Yucatán particularmente con los municipios de Tekax y Oxkutzcab. Su extensión territorial es de 7,460.27 km² que representa el 13.1% del territorio del estado de Campeche.

### Orografía e hidrografía
Como toda la Península de Yucatán el territorio de Hopelchén es prácticamente plano, teniendo solamente unas suaves ondulaciones que en ningún punto llegan a superar los 350 m s. n. m., las zonas más planas y bajas se aprovechan principalmente para la agricultura.
De la misma manera debido a las características calcáreas del suelo no existen corrientes de agua superficiales de importancia, sin embargo existen numerosos cenotes y aguadas, entre ellos aquellos que le dan el nombre a la región y la cabecera municipal, los chenes, nombre maya que se tornó gentilicio y que, en el origen, se refiere a los pozos (cenotes) de la Península de Yucatán. El territorio de Hopelchén se encuentra dividido en tres regiones hidrológicas y tres cuencas diferentes, el norte del municipio pertenece a la Región Hidrológica Yucatán Norte (Yucatán) y a la Cuenca Yucatán, el este del territorio se encuentra en el Región Hidrológica Yucatán Este (Quintana Roo) y la Cuenca Cuencas Cerradas y finalmente la oeste y sureste pertenece a la Región Hidrológica Yucatán Oeste (Campeche) y a las cuencas Río Champotón y otros y Cuencas Cerradas.

## Demografía
Según el Censo de Población y Vivienda de 2010 realizado por el Instituto Nacional de Estadística y Geografía, la población del municipio de Hopelchén es de 37 777 habitantes, de los cuales 19 306 son hombres y 18 471 son mujeres.

### Localidades
El municipio tiene un total de 170 localidades. Las principales localidades y su población son las siguientes:
| Código INEGI      | Localidad             | Población (2020) |
| ----------------- | --------------------- | ---------------- |
| 040060001         | Hopelchén             | 8 048            |
| 040060003         | Bolonchén de Rejón    | 4 234            |
| 040060023         | Vicente Guerrero      | 3 570            |
| 040060019         | Dzibalchén            | 2 387            |
| 040060048         | Ukum                  | 2 244            |
| 040060046         | San Francisco Suc-Tuc | 1 432            |
| 040060057         | Xmabén                | 1 366            |
| 040060002         | Becanchén             | 1 113            |
| 040060015         | Chunchintok           | 1 076            |
| 040060024         | Ich-Ek                | 1 008            |
| Otras localidades | Otras localidades     | 13 622           |
| Total municipal   | Total municipal       | 40 100           |

## Atractivos turísticos y culturales
-La capilla de San José que se ubica en la localidad de Santa Rita Becanchén.

-La exhacienda San Antonio Yaxché, ubicada en el poblado del mismo nombre, fue construida en el año de 1894 a base de piedra, madera, hierro y tierra.

-La exhacienda Dzibalchén data de 1905 y fue construida a base de piedra, ladrillo y madera.

-La exhacienda San Bernardo Huechil   ... es una construcción que data de principios de este siglo, edificada a base de piedra, madera y tierra.

-Las grutas de Xtacumbilxuna'an ubicadas a unos cuántos kilómetros de Hopelchén sobre la carretera Hopelchén-Mérida cerca del poblado de Bolonchén

-La zona arqueológica de Hochob ubicado a 15 kilómetros de Dzibalchen, cerca del poblado de Chencoh.

### Zonas Arqueológicas
Chunán-Tunich (mujer de piedra). Esta zona arqueológica se ubica cerca del poblado llamado Xculhoc, y data del año 600 a. C. al 900 d. C.; fueron construidas a base de piedra labrada de diferentes formas. Está compuesta por 2 edificios mayas, así como de diversas estructuras. Los edificios son de gran tamaño y altura.

Dzibilnocac (escritura sobre la gran tortuga). Es una muestra magnífica del estilo chenes, la cual tuvo su apogeo en el periodo clásico. Se ubica en el poblado de Vicente Guerrero, y data del periodo 600 a. C. al 1100 d. C. Es un edificio de piedra labrada, de dos niveles, situado en el centro de una gran explanada desde la cual se pueden apreciar varias estructuras alrededor de la zona.

Santa Rosa Xtampak se ubica dentro del municipio; esta fue una enorme ciudad maya con más de diez plazas ceremoniales.
Hochob (lugar de las mazorcas de maíz). Esta zona se localiza a 3 km del poblado de Chencoh; está compuesta de 3 edificios principales, los cuales datan de los años 500 a. C. al 100 d. C. y pertenece al estilo arquitectónico de los chenes.
Su construcción a base de piedras labradas tienen formas ovaladas y cuadradas; esta zona se encuentra sobre un cerro rodeando una explanada; la estructura original indica que eran 3 niveles rematados por una crestería.
En la entrada de los edificios estaban representados unos mascarones de piedra del Dios Chac; actualmente sólo se aprecia en un edificio.
En la parte posterior se localizan varios Chul-Tun (lugar donde almacenaban agua los mayas).

Pak-Chén (pozo derrumbado). Se localiza en el poblado del mismo nombre. Sus estructuras a base de piedra labrada, datan del periodo 550 a. C. al 1100 d. C.

### Fiestas y tradiciones
En el mes de abril se realiza la fiesta del cristo del amor, con corridas de toros, charreadas, vaquerías, procesiones y juegos mecánicos.

La feria de la miel y el maíz o de la dolorosa, en honor a una buena producción de miel y de maíz. Se celebra anualmente del 30 de abril al 2 de mayo con bailes populares, juegos pirotécnicos, danzas regionales, música, procesiones, novilladas, vaquerías y concursos deportivos.

La fiesta de la Santa Cruz, es una festividad de tipo religioso en honor a la Santa Cruz. Se realiza anualmente durante el mes de mayo. Esta fiesta consiste en bailes populares, instalación de juegos mecánicos, juegos pirotécnicos, procesiones, oficios litúrgicos y la tradicional ceremonia de la Cabeza de Cochino.

La fiesta de la Purísima Concepción, de carácter religioso, se festeja en el mes de diciembre con bailes populares, danzas regionales, juegos mecánicos, exposiciones ganaderas y artesanales, peregrinaciones, procesiones y oficios litúrgicos.
Tradicionalmente se realiza la del Cha-Achaac, que consiste en ofrecerle al Dios Chac carne asada de pavo o gallina, acompañada de una bebida de maíz a medio cocer llamado zacab y aguamiel, esto es para agradecer la buena cosecha.
En este municipio se acostumbra acudir a los curanderos o yerbateros, que con su conocimiento sobre las propiedades de las hierbas curan a los indígenas de sus males y energías negativas.

También es tradicional celebrar el día de muertos y el carnaval